# Montefurado (Allande)
Montefurado (en eonaviego, Montefurao) es una casería perteneciente a la parroquia de Lago, en el concejo de Allande, comarca del Narcea, Principado de Asturias, España.